# الجليد الأزرق
الجليد الأزرق في مجال الطيران هو المادة المتجمدة في المياه التي يتم تصريفها في منتصف الرحلة من خزانات نفايات مراحيض الطائرات التجارية، وهو عبارة عن مزيج نفايات حيوية من نفايات البشر والمطهرات السائلة التي تتجمد في الارتفاع الشاهق. وقد اشتق هذا الاسم من اللون الأزرق للمطهرات. ولا يُسمح لشركات الطيران بتفريغ خزانات النفايات في منتصف الرحلة، وليس لدى الطيارين آلية يمكن من خلالها القيام بذلك، ورغم ذلك قد يحدث تسرب.

## خطورة التأثير على الأرض
كان هناك على الأقل 27 حادثة موثقة بشأن تأثيرات الجليد الأزرق في الولايات المتحدة ما بين عام 1979 و2003. وعادة ما تقع هذه الحوادث في ممرات الهبوط مع الدفء الذي يصيب الكتلة لتنفصل عن الطائرة أثناء هبوطها. وتم الإبلاغ عن حادثة نادرة بسقوط الجليد الأزرق الذي تسبب في الإضرار بسطح أحد المنازل في 20 أكتوبر 2007 في شينو، كاليفورنيا. وتم الإبلاغ عن حادثة مشابهة في ليسيستر في المملكة المتحدة في عام 2007.
وفي عام 1971، أحدث سقوط قطعة ثلجية من طائرة حفرة كبيرة في سطح كنيسة شارع إكسي في كينسينجتون، لندن، وكانت أحد العوامل وراء هدم المبنى.
وفي نوفمبر 2011، اخترقت قطعة ثلجية، في حجم البرتقالة، سطح منزل خاص في راتينجين هوسيل بألمانيا.
وفي فبراير 2013، حطمت كرة من الجليد الأزرق «بحجم كرة قدم» سطحًا زجاجيًا في كلانفيلد، في هامبشاير وتسبب في خسائر مالية بلغت 10000 جنيه إسترليني تقريبًا.

## الخطورة التي قد تلحق بالطائرة
قد يُشكل الجليد الأزرق أيضًا خطورة على الطائرة ذاتها؛ وقد سجل المركز الوطني لسلامة النقل ثلاث حوادث متشابهة جدًا حيث تسببت نفايات مراحيض الطائرات في أضرار في الطائرات بسبب التسريب. تضمنت جميع هذه الحالات طائرات بوينغ 727، وتسببت جميع حالات تسرب نفايات المرحاض في الإضرار بالمحرك رقم 3، الموجود في الجزء الخلفي للطائرة، الأمر الذي أدى إلى فقد الطاقة. وقامت الطائرات في تلك الحالات بهبوط اضطراري آمن بالمحركين الباقيين. ولم يُصب أحد بسوء.
ويشير تقرير واحد فقط إلى الجليد تحديدًا، في حين يشير تقرير آخر إلى «الأضرار التي قد تلحق بالكائن الأجنبي الجسم اللين», مشيرًا إلى أن «السائل الأزرق» لم يتجمد في هذه الحالة.

## في الثقافة الشعبية
أصبح الجليد الأزرق معروفًا للعامة من خلال الحلقة الأخيرة من حلقات قائمة ستة أقدام في الداخل#الموسم الثالث: حلقة 2003 من مسلسل ستة أقدام في الداخل، حيث تتساقط في هذا المسلسل قطع ثلج في حجم القدم على المارة الأبرياء. وهناك حادثة مشابهة في المسلسل التليفزيوني الذي أذيع في عام 1996 باسم الطبعة الأولى في حلقة «قضمة الصقيع» عندما تتمكن الشخصية الرئيسية من إنقاذ رجل من الهلاك بسبب قطعة من الجليد الأزرق. وذُكر الجليد الأزرق أيضًا في مسرحية هزلية في الولايات المتحدة باسم نظرية الانفجار الكبير الموسم الثاني. وقد ذُكر هذا أيضًا في إحدى حلقات سي إس آي: (CSI) نيويورك. ويعد الفيلم الذي صدر في عام 1992 باسم الجليد الأزرق مرجعًا لهذه الظاهرة. وهناك مشهد في فيلم جو ديرت الذي أنتج في عام 2001 يصور الشخصية الرئيسية (التي قام بأدائها ديفيد سبيد) وهو يعرض قطعة كبيرة من «الجليد الأزرق» الكبير معتقدًا أنها حجر نيزكي كبير، وتم تناول الموضوع أيضًا في العرض التليفزيوني مان سيورس. وذُكر الجليد الأزرق أيضًا في حلقة من العرض التليفزيوني ميثباسترز. وكان الجليد الأزرق سببًا في الوفاة في إحدى حلقات الموسم الرابع من مسلسل 1000 طريقة للموت.
وفي فيلم جون وترز ديرتي شيم، يذهب ديفيد هاسلهوف إلى مرحاض الطائرة وتندفع مخلفاته خارج الطائرة وتصطدم برأس أحد الشخصيات الرئيسية في الفيلم.

## وصلات خارجية
- Mark Belko (21 نوفمبر 2002). "The sky is falling? Uh, not exactly". Pittsburgh Post-Gazette. مؤرشف من الأصل في 2012-02-04. اطلع عليه بتاريخ 2007-01-04.
- "It's a bird, it's a plane, it's a block of ice?". Bay News 9.com. 28 يناير 2007. مؤرشف من الأصل في 2007-09-27. اطلع عليه بتاريخ 2020-05-31.
- "Frozen Jetliner Waste Smashes Into Home". United Press International. 14 أبريل 2008. مؤرشف من الأصل في 2019-02-05.